# Russellia mirabilis
Russellia mirabilis är en nässeldjursart som beskrevs av Paul Torben Lassenius Kramp 1957. Russellia mirabilis ingår i släktet Russellia och familjen Russelliidae.
Artens utbredningsområde är Södra Ishavet. Inga underarter finns listade i Catalogue of Life.